# Amélie csodálatos élete
Az Amélie csodálatos élete (eredeti cím: Le Fabuleux Destin d’Amélie Poulain) 2001-ben bemutatott francia–német romantikus vígjáték Jean-Pierre Jeunet rendezésében, Audrey Tautou főszereplésével. A forgatókönyvet Jeunet és Guillaume Laurant írta. A film Párizs turisták által kedvelt negyedében, a Montmartre-on játszódik, és egyfajta szeszélyes, kissé idealizált módon mutatja be a várost.
2001 áprilisában mutatták be Franciaországban.
Az Amélie csodálatos élete a legjobb film díját kapta az Európai Filmdíjon, négy César-díjat nyert el (köztük a legjobb filmnek és a legjobb rendezőnek járó díjat), két BAFTA-díjat (melyek egyike a legjobb eredeti forgatókönyv volt), és öt Oscar-díjra jelölték.

## Tartalom
|  | Alább a cselekmény részletei következnek! |

Az Amélie csodálatos élete a címszereplő főhős, Amélie Poulain történetét meséli el. A kis Amélie a többi gyerektől elkülönítve nő fel, visszafogott apja döntése nyomán, aki orvosként úgy találja, hogy lányának szívritmuszavara van (pedig szívverése csak apja testi érintése miatt gyorsul fel, melyet csak a rendszeres orvosi vizsgálatkor tapasztal meg). Anyja (aki éppoly neurotikus, mint apja) egy képtelen baleset folytán fiatalon életét veszti (amikor valaki öngyilkos szándékkal leugrik a Notre-Dame tetejéről, és pont ráesik). Az apa emiatt még jobban magába zárkózik, s az életét egy különös síremlék építésének szenteli. Amélie, magára maradva, maga szórakoztatja magát, és különösen élénk képzelőerőre tesz szert.
Amélie felnőve egy kis montmartre-i kávézó, a Két Malom pincérnője lesz, melyet egy volt cirkuszi akrobata tart fenn, alkalmazottai és törzsvendégei között pedig nem kevés különleges figura akad. 22 éves korában élete egyszerű mederben telik – néhány kútba esett próbálkozás után lemond a társkapcsolatról, és apró dolgokban leli örömét: szereti kiskanállal feltörni a karamellt a puding tetején, sétálni a párizsi napfényben, mélyen beletúrni a zöldségesnél a babszemek közé, kavicsokkal kacsázni a Saint-Martin csatornán, megpróbálni kitalálni, hány embernek lehet orgazmusa éppen abban a pillanatban („Tizenöt!” – jelenti be a kamerának), és szabadon engedni a képzeletét.
Lady Diana halála napján élete gyökeres fordulatot vesz. A megrázkódtatás okozta különféle véletlenek folytán rábukkan egy kilazult csempére a fürdőszobában, s mögötte egy öreg fémdobozra, amelybe egy kisfiú gyűjtötte emléktárgyait, aki évtizedekkel ezelőtt lakott a lakásában. Amélie-t lenyűgözi a kis doboz, és úgy dönt, felkutatja az időközben már felnőtt tulajdonosát, és visszaadja neki. Elhatározza, hogy ha sikerrel jár, és valóban örömet szerezhet a férfinak, akkor azt jelnek veszi, és hátra levő életét a jótékonyságnak szenteli, ha nem, akkor mindegy.
Számos téves próbálkozás és némi nyomozás után (melyben a zárkózottan élő Raymond Dufayel is segítségére van, egy festő, akit csontjai törékenysége miatt „üvegemberként” ismernek) végül rátalál az egykori lakóra. A dobozt egy telefonfülkében helyezi el, és amint egykori gazdája elhalad mellette, feltárcsázza egy másik fülkéből. A férfi belép, és teljesen felkavarják gyermekkori emlékei. Amélie követi őt egy közeli kávéházba, és megfigyeli a hatást, de nem fedi fel magát. A pozitív eredmény láttán valóra váltja ígéretét, és életét a másokkal való jótéteményeknek szenteli.
Afféle titkos őrangyal válik belőle: Apját (kerti törpéje és Amélie légikisasszony barátnője segítségével) ráveszi, hogy régi álmát valóra váltsa, és elszánja magát egy világ körüli útra; a presszó egy pincérnőjét és kiállhatatlan törzsvendégét csellel összeboronálja; házmesterének sok bánatos év után hallatlan örömöt szerez; a szomszédos zöldségboltban dolgozó kisegítőt, Lucient pedig megszabadítja főnöke zsarnokoskodásától (Amélie nagy élvezettel áll bosszút a főnökén).
De amíg mások útját egyengeti, vele magával senki sem törődik. A jótétemények közben, látván, hogyan tesznek szert mások a boldogságra, kénytelen szembesülni saját egyedüllétével. Ezt még nyilvánvalóbbá és fájdalmasabbá teszi, amikor megismerkedik Nino Quincampoix-val, egy hasonlóan magányos és szeszélyes fiatalemberrel – aki idegenek eldobott fényképeit gyűjti fotóautomatákból –, és beleszeret. Bár sokféle furfangos módszerrel próbálja becserkészni a fiatalembert (aki egy szexbolt alkalmazottja, amellett a vidámpark szellemvasútján kísért), többek közt az egyik, általa elvesztett fényképalbum utáni szövevényes hajtóvadászat útján, képtelen kitörni gyötrő félénkségéből, és valóban lehetővé tenni a találkozást. Raymond barátsága segíti hozzá, hogy felismerje: a saját boldogságára is gondolnia kell, mialatt másokért töri magát.
|  | Itt a vége a cselekmény részletezésének! |

## Szereplők
- Audrey Tautou (magyar hangja Györgyi Anna) – Amélie Poulain
- André Dussollier (magyar hangja Helyey László – Mesélő (hangja)
- Mathieu Kassovitz (magyar hangja Juhász György) – Nino Quincampoix
- Serge Merlin (magyar hangja Kun Vilmos) – Raymond Dufayel, az „üvegember”
- Rufus (magyar hangja Izsóf Vilmos) – Raphaël Poulain, Amélie apja
- Lorella Cravotta (magyar hangja Gruiz Anikó) – Amandine Poulain, Amélie anyja
- Yolande Moreau (magyar hangja Vennes Emmy) – Madeleine Wallace/Wells, házmester
- Artus de Penguern (magyar hangja Fekete Ernő Tibor) – Hipolito, író
- Urbain Cancelier (magyar hangja Kerekes József) – Collignon, zöldséges
- Jamel Debbouze (magyar hangja Lesznek Tibor) – Lucien, bolti kisegítő
- Dominique Pinon (magyar hangja Sztarenki Pál) – Joseph
- Isabelle Nanty (magyar hangja Antal Olga) – Georgette
- Maurice Bénichou (magyar hangja Kajtár Róbert) – Bretodeau
- Clotilde Mollet (magyar hangja Málnai Zsuzsa) – Gina
- Claire Maurier (magyar hangja Tóth Judit) – Suzanne
- Michel Robin (magyar hangja Palóczy Frigyes) – Monsieur Collignon
- Andrée Damant (magyar hangja Bókai Mária) – Madame Collignon
- Claude Perron (magyar hangja Sz. Nagy Ildikó) – Eva
- Ticky Holgado (magyar hangja Vizy György) – Férfi a képen, aki leírja Amélie-t Ninonak
- Flora Guiet (magyar hangja Czető Zsanett) – Amélie 6 évesen
- Fabienne Chaudat (magyar hangja Bokor Ildikó) – A kómában lévő szomszédasszony
- Alain Floret (magyar hangja Orosz István) – A házmesterné férje (hangja)
- Jacques Thébault (magyar hangja Forró István) – TV-hang (hangja)

## Fontosabb díjak, elismerések

### Oscar-díj(2002)
- jelölés: a legjobb látványtervezés – Aline Bonetto (látványtervező), Marie-Laure Valla (díszlet)
- jelölés: a legjobb operatőr – Bruno Delbonnel
- jelölés: a legjobb idegen nyelvű film
- jelölés: a legjobb eredeti forgatókönyv – Guillaume Laurant, Jean-Pierre Jeunet
- jelölés: legjobb hang – Vincent Arnardi, Guillaume Leriche, Jean Umansky

### Európai Filmdíj(2001)
- díj: Legjobb európai film – Jean-Marc Deschamps, Claudie Ossard
- díj: közönségdíj (legjobb rendező) – Jean-Pierre Jeunet
- díj: legjobb rendező – Jean-Pierre Jeunet
- díj: legjobb operatőr – Bruno Delbonnel
- jelölés: legjobb színésznő – Audrey Tautou
- jelölés: közönségdíj (legjobb színész) – Mathieu Kassovitz
- jelölés: közönségdíj (legjobb színésznő) – Audrey Tautou

### Torontói Nemzetközi Filmfesztivál (2001)
- díj: Közönségdíj – Jean-Pierre Jeunet

### Karlovy Vary-i Nemzetközi Filmfesztivál(2001)
- díj: Kristály Glóbusz – Jean-Pierre Jeunet

### BAFTA-díj(2002)
- díj: legjobb díszlet – Aline Bonetto
- díj:legjobb eredeti forgatókönyv – Guillaume Laurant és Jean-Pierre Jeunet
- jelölés:Anthony Asquith-díj legjobb filmzenének – Yann Tiersen
- jelölés:legjobb operatőr – Bruno Delbonnel
- jelölés:legjobb vágás – Hervé Schneid
- jelölés:legjobb film – Claudie Ossard
- jelölés:legjobb nem angol nyelvű film – Claudie Ossard és Jean-Pierre Jeunet
- jelölés:legjobb női főszereplő – Audrey Tautou
- jelölés:David Lean-díj a legjobb rendezőnek – Jean-Pierre Jeunet

### César-díj(2002)
- díj: a legjobb film – Jean-Pierre Jeunet
- díj: a legjobb rendező – Jean-Pierre Jeunet
- díj: a legjobb filmzene – Yann Tiersen
- díj: a legjobb díszlet – Aline Bonetto

A filmet a The New York Times „a filmtörténet 1000 legjobb filmje” közé választotta.